# Більче-Золотецькі тополі
Більче-Золотецькі тополі — ботанічна пам'ятка природи місцевого значення в Україні. Зростають на західній околиці села Більче-Золоте Чортківського району Тернопільської області. 
Площа — 0,03 га. Оголошені об'єктом природно-заповідного фонду рішенням Тернопільської обласної ради від 21 серпня 2000 року № 187. Перебувають у віданні Більче-Золотецької сільської ради. 
Під охороною — 3 дерева тополі білої віком понад 100 років і діаметрами 136, 140, 150 см, що мають науково-пізнавальну, історичну та естетичну цінність.